# Edme-Hilaire Garnier-Deschênes
Pour les articles homonymes, voir Garnier et Deschênes.
Edme-Hilaire Garnier-Deschênes, né le 1er mars 1732 à Montpellier et mort le 5 janvier 1812, à Paris, est un homme politique français. 

## Biographie
Fils de messire Pierre Garnier-Deschênes, trésorier-général de France, il est d'abord destiné à l'état ecclésiastique, et professa les belles-lettres dans plusieurs collèges des pères de l'oratoire. Mais, par suite de revers de fortune éprouvés par sa famille, il quitta la congrégation, où il n'avait pas prononcé de vœux, et devint notaire, en 1766, à Paris. Son habileté dans cette profession lui valut la situation de trésorier de Monsieur, frère du roi. 
Pendant la période révolutionnaire, il se tint à l'écart en province, dans l'Yonne. Malgré cela, il fut déclaré suspect et resta onze mois en prison. Ces loisirs forcés lui permirent de mettre la dernière main à un Traité de Géographie astronomique, politique et naturelle, qui obtint un des prix au concours proposé par la Convention le 9 pluviôse an II, et fut imprimé par ordre de l'Assemblée. 
Le 26 germinal an VII, il est élu député de Seine-et-Oise au Conseil des Cinq-Cents. 
Le 4 nivôse an VIII, le Sénat conservateur le nomme député du même département au nouveau Corps législatif. 
Six jours plus tard, le 10 nivôse, ses connaissances administratives et financières le firent choisir par les consuls comme régisseur de l'enregistrement et des domaines; peu après, il fut nommé trésorier-payeur à Nîmes, puis, le 24 juillet 1806, receveur général dans les Pyrénées-Orientales, et, le 19 mai 1811, receveur général dans le nouveau département des Bouches-de-l'Elbe. Ces fonctions ne l'empêchèrent pas de composer des ouvrages de droit, de législation, d'économie morale, et aussi des vers. Il publia, notamment, en 1807, un Traité élémentaire du Notariat, qui lui valut la croix de la Légion d'honneur ; mais son ouvrage le plus curieux est une traduction en vers de la Coutume de Paris (1768). Il traita aussi De l'origine du système duodécimal, et fit partie de la Société d'agriculture de la Seine, où il contribua pour une grande part à l'élaboration du code rural.
Il épousa la sœur d'Antoine-Marie-Henri Boulard.

## Sources
- « Edme-Hilaire Garnier-Deschênes », dans Adolphe Robert et Gaston Cougny, Dictionnaire des parlementaires français, Edgar Bourloton, 1889-1891 [détail de l’édition]